# 鲁白
鲁白，中国神经生物学家，现任清华大学药学院教授，博士生导师。 

## 生平
出生于上海，早年毕业于华东师范大学生物系。
1985年获上海医科大学硕士学位。
1990年获美国康奈尔大学医学院博士学位；
1990至1993年在美国洛克菲勒大学和哥伦比亚大学进行博士后研究；
1993年至1995年底，出任美国罗氏公司分子生物学研究所研究员及哥伦比亚大学生物系助理教授；
1996年到2009年担任美国国立卫生研究院儿童发育研究所神经发育研究室主任。
鲁白以研究神经营养因子著名。1998年他和饶毅创办分子和细胞神经生物学戈登会议。
1999年，他和蒲慕明、吴建屏、梅林、饶毅创建中国科学院神经科学研究所。
2009年7月1日，鲁白决定辞去美国国立卫生研究院（NIH）神经发育研究室主任后回国定居，并出任中国葛兰素史克研发部副总裁。
2013年10月起，全职到清华大学工作，任医学院药学系教授。
2016年，任清华大学药学院教授。